# Saint-Vith
Ne doit pas être confondu avec Saint-Vit, Saint-Vite ou Saint-Vitte.
Saint-Vith (prononcé /sɛ̃ vit/ ; en allemand : Sankt Vith ; en luxembourgeois : Sankt Väit ou Sëm Vekt) est une ville belge germanophone située dans la province de Liège, en Région wallonne.
Rattachée à la Belgique par le traité de Versailles du 28 juin 1919, qui lui octroie des cantons de l'Est en guise de compensation après la Première Guerre mondiale, elle fait partie de la Communauté germanophone de Belgique et constitue de ce fait l'une des neuf communes de la région de langue allemande de Belgique. Il s'agit d'une commune à facilités linguistiques pour les francophones. La langue parlée étant cependant le francique luxembourgeois (à ne pas confondre avec le francique ripuaire parlé par exemple à Eupen).

## Toponymie
Située au croisement de l'ancienne route romaine Cologne-Reims et celle reliant les monastères de Stavelot-Malmedy et de Prüm, la ville de Saint-Vith fut ainsi dénommée en raison du passage, en 836, des reliques de saint Guy (Vitus), patron de la ville et guérisseur des maladies nerveuses.

## Géographie

Situation de Saint-Vith dans les cantons de l'Est.

### Sections de commune
| # | Nom           | Superf. (km²) | Habitants (2020) | Habitants par km² | Code INS |
| - | ------------- | ------------- | ---------------- | ----------------- | -------- |
| 1 | Sankt-Vith    | 14,51         | 3.609            | 249               | 63067A   |
| 2 | Schoenberg    | 19,44         | 754              | 39                | 63067C   |
| 3 | Lommersweiler | 35,05         | 1.208            | 34                | 63067D   |
| 4 | Crombach      | 49,79         | 2.491            | 50                | 63067E   |
| 5 | Recht         | 28,34         | 1.713            | 60                | 63067B-F |

### Autres villages et hameaux
Alfersteg, Amelscheid, Andler, Atzerath, Breitfeld, Eiterbach, Galhausen, Heuem, Hinderhausen, Hunnange (Hünningen), Neidingen, Neubrück, Neundorf, Nieder-Emmels, Ober-Emmels, Rödgen, Rodt, Schlierbach, Setz, Steinebrück, Wallerode, Weppeler et Wiesenbach.

### Communes limitrophes
| Trois-Ponts Stavelot | Malmedy Amblève              | Bullange Auw bei Prüm (D)                       |
| Vielsalm             | Saint-Vith                   | Mützenich (D) Oberlascheid (D) Winterscheid (D) |
|                      | Burg-Reuland Winterspelt (D) |                                                 |

## Histoire

### Origines luxembourgeoises

Situation de Saint-Vith dans le duché de Luxembourg, jusqu'à l'annexion française de 1795.

Sankt Vith (en français Saint-Vith) serait né en 836, quand une chapelle y aurait été construite lors de la translation des reliques de saint Guy de l'abbaye de Saint-Denis vers celle de Corvey, en Westphalie.
La ville de Saint Vith fut évoquée pour la première fois dans des documents du XIIe siècle, à partir de 1151 y fut érigée la place douanière des ducs de Limbourg. 1271 marque la date d’acquisition de Saint-Vith, fief luxembourgeois, par Walram le Rouge, issu de la maison des Valkenburg-Montjoie.
Saint-Vith était une importante place de marché de la région au XIIe siècle et acquit une charte communale en 1350.
Sous le règne de Johann de Valkenburg-Montjoie, la place de marché fut fortifiée autour de 1350: construction du château fort ainsi que des remparts de la ville et des tours de défense.
Dès que Saint-Vith fut rattaché à Vianden après l'élevation du comté au rang de duché de Luxembourg. L’importance de la ville augmenta continuellement sous le comte de Sponheim et le comte de Nassau ; elle constitua économiquement (comme place de marché), administrativement (potence, état le siège des Meier et hommes de l’administration) et militairement (hébergeait une garnison) un centre comme point stratégiquement important à la frontière nord du Luxembourg.
L’essor économique fut cependant interrompu au cours des siècles par les sièges, les destructions de guerre, les incendies et les épidémies. Ainsi, l’épidémie de peste au milieu du XIVe siècle à Saint-Vith emporta une grande partie des habitants.
La ville brûla en 1543, 1602 et 1689.
Des incendies ravagèrent la ville à plusieurs reprises au cours du XVIe siècle, on peut en apporter la preuve en 1517 et avant 1541. Le duc Guillaume de Jülich, un allié du roi français, réduit la ville en cendres en 1543. En 1689, elle fut rasée sous Louis XIV et à nouveau réduite en cendres. Six ans plus tard, un incendie dévastateur détruisit les maisons récemment construites. Seul témoin de cette histoire, la tour Büchel constitue le seul vestige des murs de fortification qui encerclaient la ville au XIVe siècle.
Par le Traité d'Aix-la-Chapelle de 1748, l'héritière du trône d’Autriche, Marie-Thérèse, recueillit son héritage en territoire luxembourgeois. C’est sous son règne qu’apparaît à Saint-Vith l’industrie du cuir.

### Période française
Après la Révolution française de 1789, les troupes révolutionnaires tentent une première fois d'annexer la région en 1793. Ils sont repoussés par l'armée impériale autrichienne mais la seconde annexion française des États de Belgique de 1795 se révèle fructueuse et voit le territoire divisé en départements « réunis à la France » lors de la période de la Première République. Saint-Vith fait alors partie du département de l'Ourthe et plus précisément de l'arrondissement de Malmedy. La ville fut dès lors une « Mairie » (Bürgermeisterei) et forma avec les mairies environnantes le canton de Saint-Vith

### Période prusso-allemande
Après la chute du Premier Empire français et de Napoléon Bonaparte, les puissances victorieuses se réunirent lors du congrès de Vienne dès 1814 pour réorganiser les cartes de l’Europe. Elles choisissent de ne pas reformer l'ancien duché de Luxembourg, qu'elle préfèrent partager pour la deuxième fois en octroyant certains territoires, dont Saint-Vith, au royaume de Prusse. Les puissances souhaitant également disposer d'un rempart contre les éventuelles nouvelles ambitions expansionnistes françaises, décident de créer un nouvel état « tampon » entre le royaume de France et la Prusse : le royaume uni des Pays-Bas. Le congrès fixe une première frontière entre les deux nouveaux états, qui fut ensuite précisée lors de la signature du traité d'Aix-la-Chapelle le 26 juin 1816, en délimitant la frontière de l'est comme telle : 

« ...Dans l’ancien département de l’Ourthe, les cinq cantons de Saint-Vith, Malmedy, Cronenbourg, Schleyden et Eupen, avec la pointe avancée du canton d’Aubel, au midi d’Aix-la-Chapelle, appartiendront à la Prusse, et la frontière suivra celle de ces cantons, de manière qu’une ligne tirée du midi au nord coupera la dite pointe du canton d’Aubel et se prolongera jusqu’au point de contact des trois anciens départements de l’Ourte, de la Meuse-Inférieure et de la Roer... »

 Afin d'administrer ces territoires, la Prusse créée le grand-duché du Bas-Rhin, auquel ils appartiennent alors.
Saint-Vith est alors située dans la province de Rhénanie, plus précisément dans le les Kreis d'Eupen-Malmedy. La gare de Saint-Vith est ouverte le 20 novembre 1887 et fait partie de la ligne du Vennbahn.

### Période belge
Après l'Occupation allemande de la Belgique pendant la Première Guerre mondiale, le traité de Versailles du 28 juin 1919 octroie au royaume les cantons de l'Est dont fait partie Saint-Vith. Ces cantons sont intégrés à la province de Liège. Cela permet de donner à la Belgique une augmentation de territoire vers l'est, sur les hauteurs de l'Eifel, dans le but de  permettre une défense militaire avancée de la région de Liège et du nord de l'Ardenne belge.

#### Seconde Guerre mondiale
Au cours de la Seconde Guerre mondiale, le 10 mai 1940, jour du déclenchement de la campagne des 18 jours, Saint-Vith est prise par les Allemands de la 5e Panzerdivision qui a pour objectif de traverser la Meuse au niveau de Dinant. Les Alliés la libèrent une première fois en septembre 1944. Importante gare de triage et de réparation des chemins de fer, Saint-Vith fut un point stratégique durant la bataille des Ardennes à la fin de l'année 1944. Défendue notamment par la 7e division blindée et les restes de la 106e division d’infanterie de l'armée américaine durant plusieurs jours lors de la contre-offensive allemande, elle fut tout de même reprise par l'armée allemande après une retraite américaine. Les 25 et 26 décembre 1944, les Alliés bombardèrent alors intensivement la ville qui fut détruite à 95 %. La ville complètement sinistrée reçut le titre de ville martyre en 2004, soit 60 ans après l'offensive des Ardennes.

#### Époque contemporaine
La gare de Saint-Vith est fermée le 1er juin 1954.
Le 24 décembre 1970, la première réforme de l’État belge lance le fédéralisme belge et créé les communautés, les régions administratives et les régions linguistiques. Saint-Vith est alors rattachée à la communauté germanophone, située dans la région wallonne et au sein de la région de langue allemande de Belgique
Lors de la fusion des communes de Belgique, en 1977, l'ancienne commune de Saint-Vith fusionna avec celles de Crombach, Lommersweiler, Recht et Schoenberg pour prendre sa forme actuelle.

## Héraldique
|  | La ville possède des armoiries qui lui ont été octroyées le 3 juillet 1925 et à nouveau, légèrement modifiées, le 9 juin 1979. Elles montrent le lion de la famille Fauquemont. Les seigneurs de Fauquemont qui descendent des seigneurs d'Heinsberg qui employaient un lion d'argent sur un écu rouge ou bien des Ducs de Limbourg qui employaient un lion rouge sur un écu d'argent. Le plus vieil usage du lion à double queue date de 1342 sur un sceau de Jean de Fauquemont. Les seigneurs de Fauquemont étaient déjà seigneurs de Saint-Vith au XIIe siècle. Plus tard la ville fut une possession des Comtes de Vianden et des Princes d'Orange-Nassau. Quand les armoiries furent octroyées, le lion était officiellement décrit comme le lion de Fauquemont-Limbourg et montrait le lion de Limbourg. En 1925, les armoiries étaient blasonnées : « D'argent au lion de gueules à la queue fourchue couronné et armé d'or ». Blasonnement : D'argent à un lion de gueules à la queue fourchée et passée en sautoir, armé et lampassé d'azur, couronné d'or. (Traduction libre de l'allemand) Source du blasonnement : Heraldy of the World. |

## Politique et administration

### Collège et conseil communal 2024-2030
| Collège communal   |                     |                |
| ------------------ | ------------------- | -------------- |
| Bourgmestre        | Werner Henkes       | Gemeinsam      |
| 1er Échevin        | Leo Kreins          | MR - Gemeinsam |
| 2e Échevin         | Alexander Wansart   | Gemeinsam      |
| 3e Échevine        | Margret Schmitz     | Gemeinsam      |
| 4e Échevine        | Gaby Schröder       | Ecolo - Jetzt  |
| Présidente du CPAS | Caroline Hagelstein | -              |

### Jumelage
- Kerpen (Allemagne)

## Démographie

### Démographie: Avant la fusion des communes
- Source: DGS recensements population

### Démographie: Commune fusionnée
En tenant compte des anciennes communes entraînées dans la fusion de communes de 1977, on peut dresser l'évolution suivante :
Les chiffres des années 1831 à 1970 tiennent compte des chiffres des anciennes communes fusionnées.
- Source: DGS , de 1831 à 1981=recensements population; à partir de 1990 = nombre d'habitants chaque 1 janvier[11]

## Patrimoine

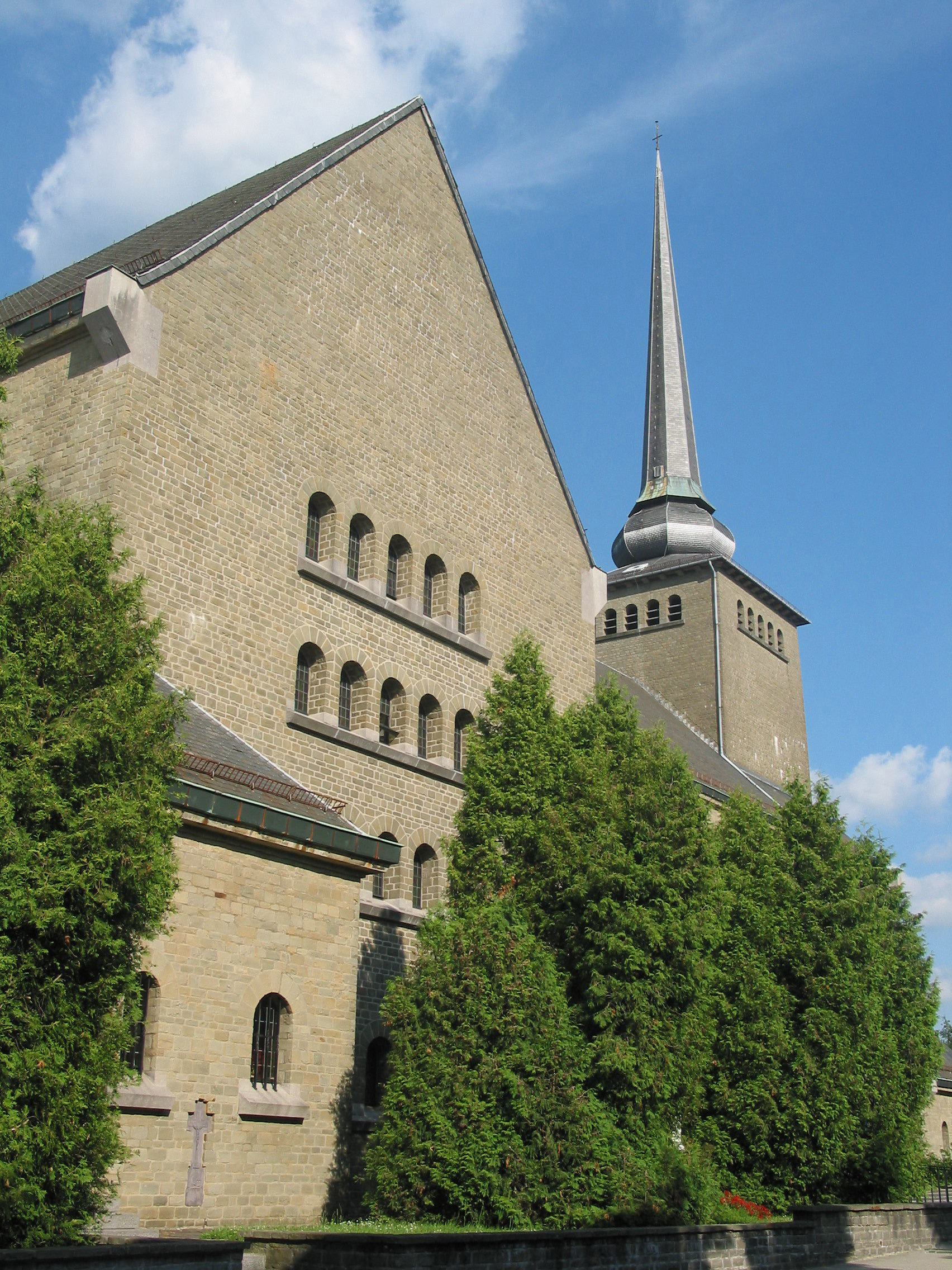
L'église Saint-Guy.

À l'entrée de la ville, la tour Büchel constitue l'unique vestige des anciens remparts de la ville du XIVe siècle.
- Liste du patrimoine immobilier classé de Saint-Vith

## Économie
- Commerce
- Tourisme
- Industrie du bois
- Bibliothèque des levains

## Personnalités liées à la ville
- Silvio Gesell (1862-1930), économiste allemand, y est né,
- Walter Schmald (1917-1944), membre du Sicherheitsdienst, y est né,
- Aloys Jousten (1937-2021), évêque de Liège de 2001 à 2013, y est né,
- Bruno Thiry (1962-), pilote de rallye, y est né,
- Thierry Neuville (1988-), pilote de rallye, y est né.

## Sécurité et secours
En ce qui concerne les services de police, la commune dépend de la zone de police Eifel. Quant au service des pompiers, elle dépend de la zone de secours DG.

## Transports publics
La commune est notamment desservie par la ligne de bus 394 des TEC.